# Eropterus arculus
Eropterus arculus es una especie de escarabajo de alas de red perteneciente a la familia Lycidae. Se encuentra distribuido en Estados Unidos, incluyendo Alaska, y Canadá.